# Anna Kiesenhofer
Anna Kiesenhofer (Viena, 14 de febrero de 1991) es una doctora en matemáticas, triatleta, duatleta y ciclista austriaca residente en Cataluña (España). Pasó de ser una humilde atleta austriaca que estudiaba un doctorado en matemáticas en el Programa de Doctorado en Matemática Aplicada de la Universidad Politécnica de Cataluña a lograr destacar en el ciclismo en 2016 gracias a la creación del equipo ciclista amateur Frigoríficos Costa Brava-Naturalium que aglutinó a diversas ciclistas afincadas en Cataluña para que estas pudiesen disputar con regularidad las carreras nacionales, en gran parte debido a que ganó la prueba ciclista amateur francesa Semaine Cantalienne 2015.
Ganó el oro olímpico en los Juegos Olímpicos de Tokio 2020 en la prueba de ciclismo de ruta.

## Biografía
Anna Kiesenhofer nació en la capital austriaca de Viena en 1991. Estudió matemáticas en la Universidad Técnica de Viena y en 2012 obtuvo un máster en matemáticas en la Universidad de Cambridge. Durante ese tiempo, participó en el Campeonato de Duatlón Varsity 2012 para el Club de Triatlón de la Universidad de Cambridge. En diciembre de 2016, se doctoró en matemáticas aplicadas en la Universidad Politécnica de Cataluña.
En 2017 se retiró del ciclismo por una depresión y otros problemas de salud como amenorrea y osteoporosis. A continuación, inició su investigación postdoctoral y se convirtió en profesora de la Universidad de Lausana, Suiza. Durante este periodo, Kiesenhofer organizó rutas cicloturistas en la ciudad suiza, además de competir en algunos campeonatos en su país natal.
En 2021, se convirtió en la primera austriaca en ganar una medalla olímpica en ciclismo en ruta, además de lograr el primer oro para Austria en unos Juegos Olímpicos desde Atenas 2004.

## Trayectoria deportiva
Hasta 2013 Kiesenhofer participaba en duatlones y triatlones, disciplinas que cambió por el ciclismo debido a las lesiones.
En la temporada 2016 fue una de las revelaciones del calendario español logrando ganar la Copa de España de Ciclismo a pesar de no ganar ninguna prueba donde su compañera de equipo Lorena Llamas (la otra gran revelación de la temporada en España) fue sexta. Kiesenhofer se convirtió en la primera no española en ganar la Copa de España.
Además, disputó los Campeonatos de Austria donde fue segunda en la contrarreloj pero tuvo una caída en la prueba en ruta. No obstante, su mejor resultado y donde comenzó a ser conocida internacionalmente fue en el Tour Cycliste Féminin International de l'Ardèche que ya lo corrió en 2015 con un equipo mixto internacional -gracias a su victoria en la carrera amateur francesa de la Semaine Cantalienne 2015- pero en el que esta vez tuvo que recurrir a un micromecenazgo para poder participar con dicho equipo bajo el nombre de International Friends of the Ardeche Cycling Team.

### Tour Cycliste Féminin International de l'Ardèche y fichaje por el Lotto Soudal Ladies
Aunque no salió para nada como una de las favoritas consiguió filtrarse en la fuga de la tercera etapa con final en el Mont Ventoux y gracias a sus dotes de escaladora logró vencer en dicha etapa con casi 4 minutos de ventaja sobre la segunda clasificada y dejando al resto a más de 4 minutos.
Sin embargo, al día siguiente, fue otra fuga que aprovechó Flávia Oliveira para alzarse con la victoria y el liderato dejando a Anna en segundo lugar en la clasificación general que no cambió en esos primeros puestos en la clasificación general final.
Antes de esa victoria, según sus declaraciones, iba a cambiar de equipo y podría haber fichado por un equipo español con intereses en la Copa de España. Sin embargo, tras esa victoria internacional tuvo muchas más ofertas y fue contratada por el potente equipo del Lotto Soudal Ladies para la temporada 2017.

### Retirada del ciclismo profesional
Lo que prometía ser una temporada de adaptación al máximo nivel fue una temporada decepcionante debido a varios motivos. Sus únicas carreras fueron en abril y las profesionales nisiquera las acabó. No disputó los Campeonatos de Austria en junio, en la que, a pesar de estar en baja forma podría aspirar a las medallas. Poco después de dicho campeonato anunció en Facebook que sufría amenorrea y osteoporosis en áreas de su columna lumbar y que eso la impedía estar a plena forma, por ello prefería dejar la bicicleta de forma indefinida ya que era perjudicial el entrenamiento de alto rendimiento para sus dolencias.
Un mes después dio por acabada su trayectoria como deportista profesional con estas palabras en su blog personal: 

Acerca de mi vida post-ciclismo: He regresado a mi país de origen, Austria, a realizar mi trabajo como matemática. Estoy emocionada de volver a la investigación matemática. Obviamente, sigo haciendo deporte, pero sólo hasta un punto en el que no afecta a mi salud y felicidad. No volveré a actualizar este blog, pero lo dejaré en activo como un recuerdo (no muy completo) de mi pasado en bicicleta.

### Etapa como amateur
Aunque en ningún momento estuvo inactiva ya que siguió practicando deporte a menor nivel destacando en algunas carreras amateur. En 2019 ganó el Campeonato de Austria de Ciclismo en Ruta y el Campeonato de Austria de Ciclismo Contrarreloj, consiguiendo de nuevo este título en 2021. Ello hizo que fuese convocada para los Campeonato Europeo contrarreloj siendo una de las grandes sorpresas al finalizar 5.ª sin ninguna preparación específica a nivel internacional.
En 2021, ganó la medalla de oro en los Juegos Olímpicos de Tokio tras escaparse en solitario a 40 kilómetros de la meta. Quedó por delante de la neerlandesa Annemiek van Vleuten y la italiana Elisa Longo Borghini, que por error pensaron que habían quedado primera y segunda, respectivamente.

## Palmarés
2016 (como amateur)
- 2.ª en el Campeonato de Austria Contrarreloj
- 1 etapa del Tour Cycliste Féminin International de l'Ardèche

2019
- Campeonato de Austria Contrarreloj
- Campeonato de Austria en Ruta

2020
- Campeonato de Austria Contrarreloj

2021
- Campeonato de Austria Contrarreloj
- Juegos Olímpicos en Ruta [6]

2022
- 2.ª en el Campeonato de Austria Contrarreloj
- 2.ª en el Campeonato de Austria en Ruta

2023
- Campeonato de Austria Contrarreloj
- Chrono Gatineau
- Chrono des Nations

2024
- Campeonato de Austria Contrarreloj
- Campeonato de Austria en Ruta

2025
- 2.ª en el Campeonato de Austria Contrarreloj

| Juegos Olímpicos | Juegos Olímpicos | Juegos Olímpicos | Juegos Olímpicos |
| Año              | Lugar            | Medalla          | Competición      |
| ---------------- | ---------------- | ---------------- | ---------------- |
| 2020             | Tokio (Japón)    | Medalla de oro   | Ruta             |

## Resultados en Grandes Vueltas y Campeonatos del Mundo
Durante su carrera deportiva ha conseguido los siguientes puestos en las Grandes Vueltas femeninas y en los Campeonatos del Mundo en carretera:
| Carrera              | Carrera              | 2017 | 2018 | 2019 | 2020 | 2021 | 2022 | 2023 | 2024 |
| -------------------- | -------------------- | ---- | ---- | ---- | ---- | ---- | ---- | ---- | ---- |
|                      | Giro de Italia       | —    | —    | —    | —    | ―    | ―    | 53.ª | ―    |
|                      | Tour de l'Aude       | X    | X    | X    | X    | X    | X    | X    | X    |
|                      | Tour de Francia      | X    | X    | X    | X    | X    | —    | —    | ―    |
| Mundial en Ruta      | Mundial en Ruta      | —    | —    | —    | 44.ª | ―    | —    | ―    | —    |
| Mundial Contrarreloj | Mundial Contrarreloj | —    | —    | 20.ª | 18.ª | 17.ª | 10.ª | 15.ª | ―    |

—: no participa
Ab.: abandono

X: ediciones no celebradas

## Equipos
- Lotto Soudal Ladies (2017)[23]
- Soltec Team (2022)[24]
- Roland (2023-2024)[25]
  - Israel-Premier Tech Roland (2023)
  - Roland Cycling Team (2024)